# Barbárok a kapuk előtt
A Barbárok a kapuk előtt (franciául: Les Invasions barbares) 2003-ban bemutatott francia filmdráma Denys Arcand rendezésében. Arcand 1986-os Az amerikai birodalom hanyatlása című filmjének folytatása, melyet a L'âge des ténèbres (2007) és Az amerikai birodalom bukása (2018) követett. A film forgatásában kanadai és francia vállalatok is részt vettek, mint a Téléfilm Canada, Société Radio-Canada és a Canal+.

## Cselekmény
A cselekmény Remy, a rákban szenvedő öregúr utolsó hetei körül forog, amikor is volt felesége, majd meggyőzésére a fia is mindent megtesz, hogy Remy élete utolsó szakaszát megszépítse, ami közben megjelennek a világ különböző pontjaira távolodott régi barátok, ismerősök is a kórházi ágy mellett. A film egésze nem a cselekmény, sokkal inkább az egyéniségek több szempontból való bemutatása, életük, érdekeik, ellentéteik ütközése, harca vagy egyesülése, szintézise miatt válik felejthetetlen alkotássá.

## Szereplők
| Színész                | Szerep              | Magyar hang     |
| ---------------------- | ------------------- | --------------- |
| Rémy Girard            | Rémy                | Barbinek Péter  |
| Stéphane Rousseau      | Sébastien           | Czvetkó Sándor  |
| Dorothée Berryman      | Louise              | Básti Juli      |
| Louise Portal          | Diane               | Kovács Nóra     |
| Marie-Josée Croze      | Nathalie            | Pikali Gerda    |
| Marina Hands           | Gaëlle              | Zsigmond Tamara |
| Dominique Michel       | Dominique           | Orosz Helga     |
| Pierre Curzi           | Pierre              | Csuja Imre      |
| Yves Jacques           | Claude              | Bardóczy Attila |
| Isabelle Blais         | Sylvaine            | Haumann Petra   |
| Toni Cecchinato        | Alessandro          | Németh Gábor    |
| Sophie Lorain          | első szerető        |                 |
| Mitsou Gélinas         | Ghislaine           | Pálfi Kata      |
| Micheline Lanctôt      | Carole nővér        |                 |
| Johanne-Marie Tremblay | Constance nővér     | Spilák Klára    |
| Roy Dupuis             | Gilles Levac rendőr |                 |
| Lise Roy               | Joncas-Pelletier    |                 |

## Fontosabb díjak, jelölések
- Cannes-i fesztivál (2003)
  - díj: legjobb forgatókönyv
  - díj: legjobb női főszereplő (Marie-Josée Croze)
  - jelölés: Arany Pálma
- César-díj (2004)
  - díj: legjobb film (Denys Arcand)
  - díj: legjobb rendezés (Denys Arcand)
  - díj: legjobb eredeti forgatókönyv (Denys Arcand)
  - jelölés: legígéretesebb színésznő (Marie-Josée Croze)
- Oscar-díj (2004)
  - díj: legjobb idegen nyelvű film